# Локня (Белгородская область)
Локня — село в Яковлевском районе Белгородской области России.
Входит в Мощенское сельское поселение.

## История
В 1858 году согласно переписи населения в деревне Локня Грайворонского уезда было 80 душ мужского пола. В 1885 году в деревне Локня Грайворонского уезда Крюковской волости насчитывалось 178 жителей (88 муж., 90 жен.). В 1890 году в деревне было 253 жителя (126 муж., 127 жен.).

## География
Село расположено северо-западнее административного центра — села Мощеное. Севернее села протекает река Локня, южнее находится Солодовников лес.
Через Локню проходят просёлочные дороги.

### Улицы
- ул. Заречная
- ул. Красноармейская
- ул. Ленина
- ул. Лесная

## Население
| 2002 | 2010 |
| ---- | ---- |
| 119  | ↘105 |